# Reprezentacja Mongolii w ice speedwayu
Reprezentacja Mongolii w ice speedwayu – grupa zawodników ice speedwaya reprezentujących Mongolię w sportowych imprezach międzynarodowych. Za jej funkcjonowanie odpowiedzialna jest Mongolyn Awtomaszyn Motocyklyn Sportyn Cholboo (MAMSF).

## Historia
Mongołowie w międzynarodowych rozgrywkach zadebiutowali w 1964 roku, występując w finałach indywidualnych mistrzostw Europy. Sengedordż Ojdow zajął z nich 14. miejsce, Icinczorloo Baator, zajął 15. miejsce. Rok później Mongolia w była reprezentowana przez 3 zawodników, spośród których najlepiej zaprezentował się Dżalbugijn Serdżbudee, który był 14., za nim na 15. pozycji uplasował się Sengedordż Ojdow, 20. miejsce zajął Sambuugijn Lam. Od 1966 roku, po przekształceniu mistrzostw Europy w mistrzostwa świata, jedynym mongolskim finalistą tych rozgrywek był Serdżbudee, który był 12. w 1968 roku. Ten sam zawodnik w 1970 r. poprzez zajęcie 7. miejsca w półfinale w Ufie zakwalifikował się także do finału światowego rozgrywanego w Nässjö, w którym ostatecznie nie wystąpił.
W 1984 Mongołowie w składzie J. Erkchembajar, C. Batcengel i Ceweendordż Niamdordż zostali zgłoszeni do startu w półfinale drużynowych mistrzostw świata, jednak około tygodnia przed zawodami okazało się, że nie dotrą do Frankfurtu. Zostali zastąpieni reprezentacją Holandii.
W 1998 roku mongolscy zawodnicy wzięli udział w XIV Memoriale Anatolija Gładyszewa rozgrywanym na stadionie Trud w Irkucku, zajmując wszystkie miejsca na podium. Wygrał Ceweendordż Niamdordż, przed Sereedenem Miagmarsurenem i Barsurenem Batcengelem. 17 grudnia 1999 roku Miagmarsuren i Batcenegel wzięli udział w rundzie kwalifikacyjnej do indywidualnych mistrzostw świata 2000, rozgrywanej na Horst-Dohm-Eisstadion w Berlinie, zajmując odpowiednio 11. i 15. miejsce i nie uzyskując awansu do dalszych rozgrywek. W dniach 13-14 stycznia 2001 roku Mongołowie wystąpili w rundzie kwalifikacyjnej mistrzostw świata rozgrywanej w Jekaterynburgu. Zmagania na 16. pozycji zakończył B. Chadbaator, wyprzedzając jedynie rodaka Ceweendordża. Do zawodów był zgłoszony Batcengel, który jednak na torze się nie pojawił. Był to ostatni występ reprezentantów Mongolii na arenie międzynarodowej.

## Osiągnięcia

### Mistrzostwa świata
Indywidualne mistrzostwa świata
- 12. miejsce:
  - 1968 - Dżalbugijn Serdżbudee
- 14. miejsce:
  - 1964[a] – Sengedordż Ojdow
  - 1965[a] – Dżalbugijn Serdżbudee
- 15. miejsce:
  - 1964[a] – Icinczorloo Baator
  - 1965[a] – Sengedordż Ojdow
- 20. miejsce:
  - 1965[a] – Sambugijn Lam

## Byli reprezentanci Mongolii
- Barsuren Batcengel
- Tumennasan Bat-Oczir
- Icinczorloo Baator
- B. Chadbaator
- Damdinszaraw Daszdordż
- Sambugijn Lam
- Sereeden Miagmarsuren
- Ceweendordż Niamdordż
- Sengedordż Ojdow
- Dżalbugijn Serdżbudee